# Igor Schpilband

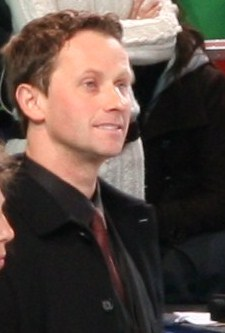
Igor Schpilband bei der Trophée Eric Bompard 2010

Igor Jurjewitsch Schpilband (russisch Игорь Юрьевич Шпильбанд, wiss. Transliteration Igor' Jur'evič Špil'band; * 14. Juli 1964 in Moskau) ist ein ehemaliger sowjetischer Eistänzer und heutiger Eistanztrainer.

## Leben

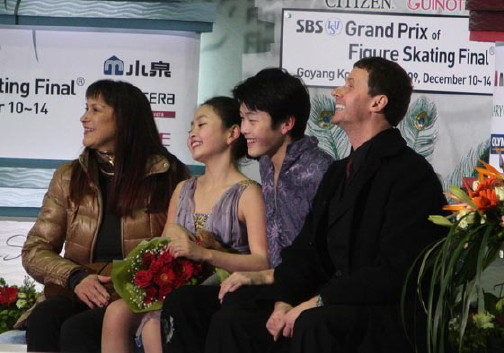
Igor Schpilband und Marina Sujewa mit ihren Schülern Maia und Alex Shibutani

Gemeinsam mit seiner Eistanzpartnerin Tatjana Gladkowa wurde Schpilband 1982 Vize-Juniorenweltmeister und 1983 Juniorenweltmeister im Eistanz. Das Paar wurde von Ljudmila Pachomowa trainiert. Nach deren Krebstod im Jahr 1986 traten Gladkowa und Schpilband vom Amateursport zurück.
Schpilband war mit der russischen Paarläuferin, Juniorenweltmeisterin von 1979 und Bronzemedaillengewinnerin der Europameisterschaft 1985, Weronika Perschina (mit Marat Akbarow) verheiratet. Das Paar hat zwei Kinder. Die Tochter Jekaterina startet auf nationaler Ebene in den USA.
Im Januar 1990 flüchtete Schpilband mit seiner Ehefrau Weronika Perschina und den Eistänzern Gorsha Sur und Jelena Krikanowa in die Vereinigten Staaten, wo er sich in Canton, Michigan niederließ. Dort arbeitet er als erfolgreicher Eistanztrainer, zunächst gemeinsam mit Elizabeth Coates und ab 2001 mit Marina Sujewa. Für die meisten seiner Schützlinge arbeitet Schpilband auch als Choreograph. Er ist mit der Trainerin Adrienne Lenda verheiratet.
Bei der Weltmeisterschaft 2011 in Moskau landeten mit Tessa Virtue und Scott Moir, Meryl Davis und Charlie White sowie Maia Shibutani und Alex Shibutani drei von Schpilband und Sujewa in Detroit trainierte Eistanzpaare auf dem Podium.
Am 3. Juni 2012 bestätigte Schpilband, von seinem Verein entlassen worden zu sein. Er zeigte sich überrascht und schockiert darüber.

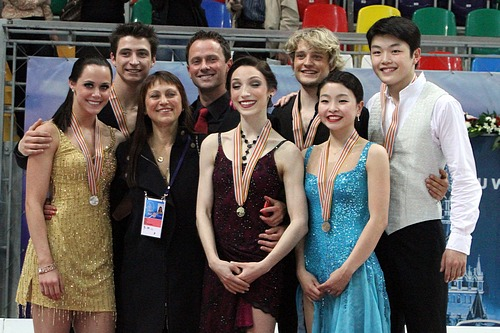
Igor Schpilband und Marina Sujewa mit den von ihnen trainierten Medaillengewinnern der Eistanzkonkurrenz bei der Weltmeisterschaft 2011

## Schüler von Igor Schpilband
- Tessa Virtue und Scott Moir
- Meryl Davis und Charlie White
- Maia Shibutani und Alex Shibutani
- Madison Chock und Greg Zuerlein
- Tanith Belbin und Benjamin Agosto
- Megan Wing und Aaron Lowe
- Elizabeth Punsalan und Jerod Swallow
- Naomi Lang und Peter Tchernyshev
- Jessica Joseph und Charles Butler
- Jessica Joseph und Brandon Forsyth
- Jamie Silverstein und Justin Pekarek
- Jamie Silverstein und Ryan O’Meara
- Lydia Manon und Ryan O’Meara
- Lauren Senft und Leif Gislason
- Lauren Senft und Augie Hill
- Grethe Grünberg und Kristian Rand
- Margarita Drobiazko und Povilas Vanagas
- Katherine Copely und Deividas Stagniūnas

## Ergebnisse Eistanz
(mit Tatjana Gladkowa)
| Wettbewerb / Jahr           | 1982 | 1983 |
| --------------------------- | ---- | ---- |
| Juniorenweltmeisterschaften | 2.   | 1.   |